# Claudette Colbertová
Claudette Colbertová, rodným jménem Émilie „Lily“ Claudette Chauchoin (13. září 1903 Saint-Mandé – 30. července 1996 Speightstown), byla americká herečka francouzského původu působící v Hollywoodu ve třicátých a čtyřicátých letech 20. století. Za svoji kariéru byla třikrát nominována na Oscara. Získala ji jednou za roli Ellie Andrews v komedie Franka Capry Stalo se jedné noci. V letech 1928 až 1935 byla vdaná za režiséra Normana Fostera.

## Životopis
Émilie „Lily“ Claudette Chauchoin se narodila v Saint-Mandé poblíž Paříže Jeanne Marie Chauchoinové, rozené Löwové (1877–1970) a Georgesovi Claude Chauchoinovi (1867–1925). Její matka i babička Marie Augustine Loew (1842–1930) se obě narodily na britských Normanských ostrovech a byly anglického původu. Proto i malá Émilie uměla částečně anglicky před příchodem do USA v roce 1906. Rodina se usadila v New Yorku. Georges Chaucoin pracoval v bance a v roce 1912 získala rodina americké občanství. Studovala módní návrhářství a pracovala v divadle jako návrhářka dekorací.

### Kariéra
Émilie debutovala na Broadwayi v roce 1923 ve hře The Wild Westcotts a v divadle se pak držela následujících pět let. Změnila si jméno na Claudette Colbert. Po otci si na střední škole nechala říkat Claude a po babičce si pak ponechala dívčí příjmení. Jejího talentu si všiml producent Leland Hayward, který ji představil Franku Caprovi a ten ji následně obsadil do filmu For the Love of Mike. To byl jediný němý film, který Claudette Colbert natočila.

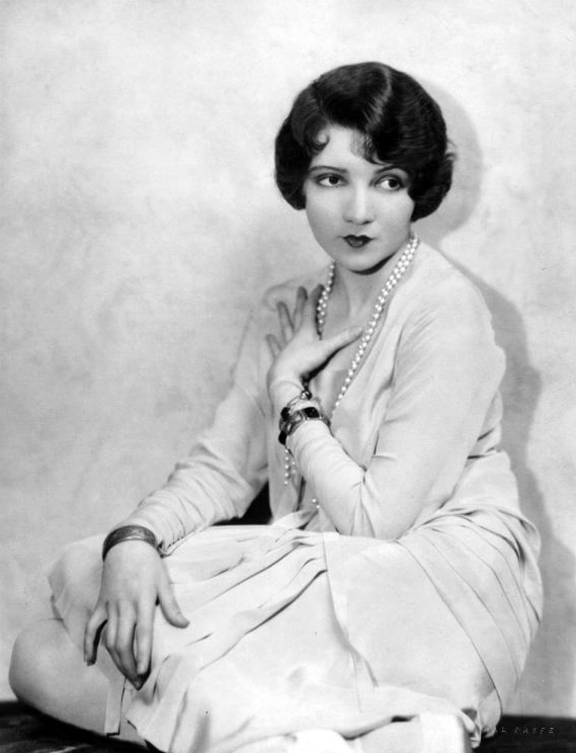
Claudette v roce 1928

První úspěch přišel v roce 1929 s filmem The Lady Lies. Následovala spolupráce s Ernstem Lubitschem na filmu Kouzlo valčíku, ve kterém si zahrála s Mauricem Chevalierem. Cecil B. DeMille s ní točil v roce 1932 historický velkofilm Ve znamení kříže, ve kterém se po jejím boku objevil Fredric March. V roce 1934 točila opět s DeMillem a to snímek Kleopatra. V tom samém roce ještě stihla Imitation of Life a slavnou Caprovou veselohru na motivy povídky Night Bus Stalo se jedné noci. Ve filmu ztvárnila rozmazlenou bohatou dědičku Ellie Andrews, která uteče od otce, aby konečně žila se svým novomanželem. V autobusu potká arogantního novináře Petera Warnea, kterého zahrál Clark Gable. Během čtyřdenní cesty prožijí nejedno dobrodružství, až se po počátečních nesympatiích do sebe zamilují. Komedie vyhrála pět hlavních Oscarů, včetně toho pro nejlepší herečku v hlavní roli. Claudette se svým vítězstvím nepočítala a tak se slavnostního banketu na 7. ročníku udílení cen ani neúčastnila. Byla tou dobou na vlakovém nádraží a chystala se odjet na dovolenou. Když se dozvěděla, že vyhrála Oscara, přesunula se do hotelu Biltmore, kde večerem provázel novinář Irvin S. Cobb. Stihla se převléct, poděkovat, zapózovat fotografům, aby se následně mohla vrátit na nádraží a chytit svůj vlak.
V roce 1936 podepsala kontrakt se studiem Paramount Pictures a to z ní udělalo nejlépe placenou herečku své doby. Spolupracovala s režiséry jako byli George Cukor, John Ford, Gregory LaCava, Mervyn LeRoy a Anatole Litvak. V roce 1939 natočila opět s Lubitschem komedii Půlnoc, ve které hrála po boku Dona Amecheho. Romantický snímek Příběh z Palm Beach natočila v roce 1942 a po něm ještě upoutala v dramatickém filmu z 2. sv. války Když jsi odešel z roku 1944. Ve filmu si s ní zahrála Jennifer Jones a Shirley Temple. Její poslední výraznou rolí byla postava vdané Američanky zajaté v japonském táboře ve filmu z roku 1950 Three Came Home. Kritika její výkon přijala kladně, film však v kinech propadl.
Claudette se v šedesátých letech vrátila do divadla, často hrávala na Broadwayi. Občas působila v televizi. V roce 1987 hrála ve filmu Dvě paní Grenvillové a za tento výkon si na 45. ročníku udílení Zlatých glóbů odnesla cenu v kategorii ženský herecký výkon ve vedlejší roli v seriálu, nebo TV filmu.

### Osobní život
Claudette Colbert byla vdaná dvakrát. Poprvé za režiséra Normana Fostera v letech 1928–1935. Podruhé za doktora Joela Pressmana, se kterým byla sezdána v letech 1935–1968. Děti nikdy neměla.
Po několika cévních mozkových příhodách se v roce 1993 rozhodla strávit zbytek života ve svém druhém domě na Barbadosu. Tam také 30. července 1996 ve věku 92 let zemřela. Pohřbená je na tamním hřbitově.

## Zajímavosti
Byla blízkou přítelkyní Ronalda a Nancy Reaganových.
Od roku 1960 má na chodníku slávy v Hollywoodu hvězdu.

## Vybraná filmografie

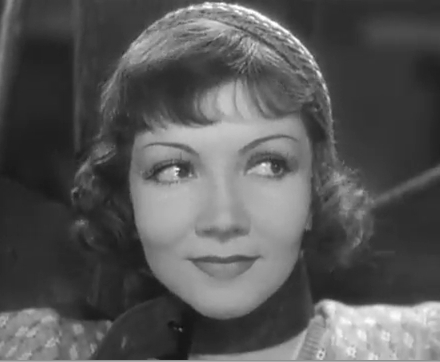
Záběr z filmu I Cover the Waterfront (1933)

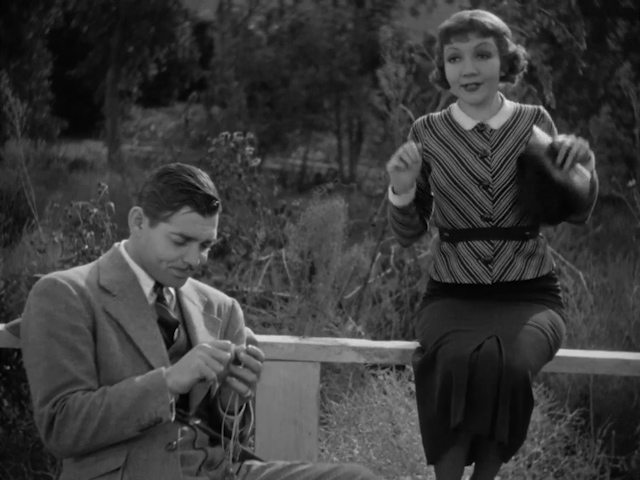
V oscarovém filmu Stalo se jedné noci (1934) s Clarkem Gablem

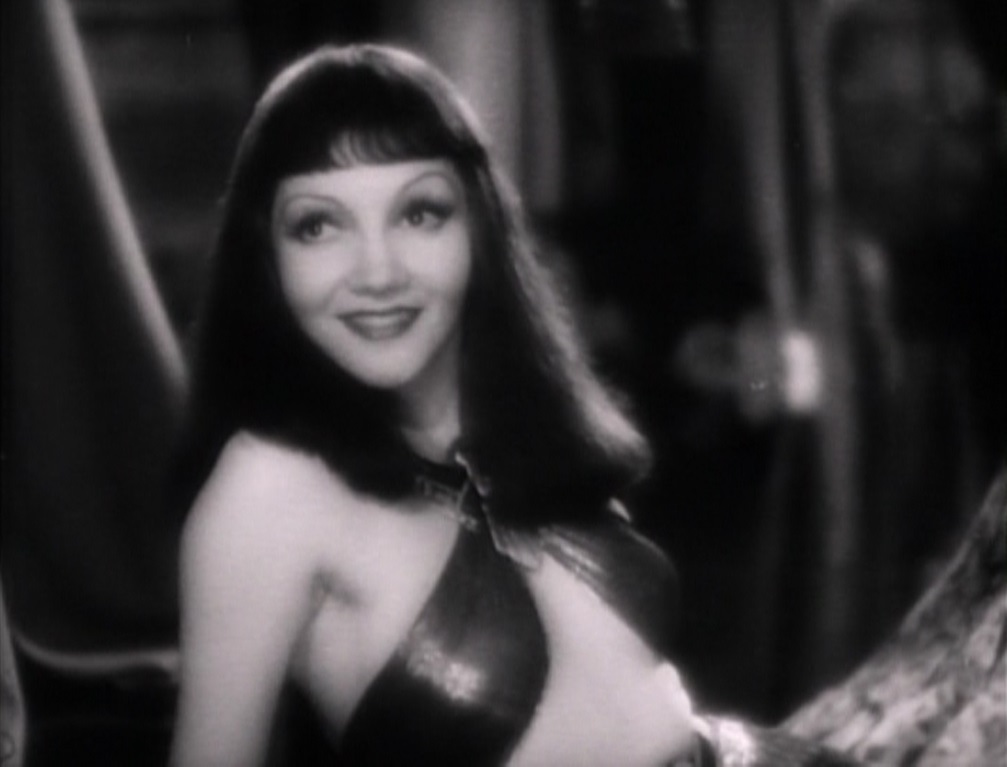
Claudette Colbertová jako Kleopatra ve stejnojmenném snímku z roku 1934

- 1927 For the Love of Mike (režie Frank Capra), (němý film)
- 1929 The Hole in the Wall (režie Robert Florey)
- 1929 The Lady Lies (režie Hobart Henley)
- 1930 Young Man of Manhattan (režie Monta Bell)
- 1930 Manslaughter (režie George Abbott)
- 1931 Honor Among Lovers (režie Dorothy Arzner)
- 1931 Kouzlo valčíku (v originále The Smiling Lieutenant), (režie Ernst Lubitsch)
- 1931 Secrets of a Secretary (režie George Abbott)
- 1931 His Woman (režie Edward Sloman)
- 1932 The Wiser Sex (režie Berthold Viertel)
- 1932 The Misleading Lady (režie Stuart Walker)
- 1932 The Man from Yesterday (režie Berthold Viertel)
- 1932 Ve znamení kříže (v originále The Sign of the Cross), (režie Cecil B. DeMille)
- 1933 Tonight Is Ours (režie Stuart Walker)
- 1933 I Cover the Waterfront (režie James Cruze)
- 1933 Three-Cornered Moon (režie Elliott Nugent)
- 1933 Torch Singer (režie Alexander Hall)
- 1934 Four Frightened People (režie Cecil B. DeMille)
- 1934 Stalo se jedné noci (v originále It Happened One Night), (režie Frank Capra)
- 1934 Kleopatra (režie Cecil B. DeMille)
- 1934 Imitation of Life (režie John M. Stahl)
- 1935 The Gilded Lily (režie Wesley Ruggles)
- 1935 Private Worlds (režie Gregory La Cava)
- 1935 She Married Her Boss (režie Gregory La Cava)
- 1935 The Bride Comes Home (režie Wesley Ruggles)
- 1936 Pod dvojí vlajkou (v originále Under Two Flags), (režie Frank Lloyd)
- 1937 Maid of Salem (režie Frank Lloyd)
- 1937 I Met Him in Paris (režie Wesley Ruggles)
- 1938 Osmá žena Modrovousova (v originále Bluebeard's Eighth Wife), (režie Ernst Lubitsch)
- 1938 Zaza (režie George Cukor)
- 1939 Půlnoc (v originále Midnight), (režie Mitchell Leisen)
- 1939 It's a Wonderful World (režie W. S. Van Dyke)
- 1939 Bubny víří (v originále Drums Along the Mohawk), (režie John Ford)
- 1940 Arise, My Love (režie Mitchell Leisen)
- 1941 Skylark (režie Mark Sandrich)
- 1941 Sbohem mládí (v originále Remember the Day), (režie Henry King)
- 1942 Příběh z Palm Beach (v originále The Palm Beach Story), (režie Preston Sturges)
- 1943 Bílá legie (v originále So Proudly We Hail!), (režie Mark Sandrich)
- 1944 Když jsi odešel (v originále Since You Went Away), (režie John Cromwell, David O. Selznick, Edward F. Cline, Tay Garnett)
- 1944 Practically Yours (režie Mitchell Leisen)
- 1945 Půjčená žena (v originále Guest Wife), (režie Sam Wood)
- 1946 Zítra je navždy (v originále Tomorrow Is Forever), (režie Irving Pichel)
- 1946 The Secret Heart (režie Robert Z. Leonard)
- 1947 The Egg and I (režie Chester Erskine)
- 1948 Spi, má lásko (v originále Sleep, My Love), (režie Douglas Sirk)
- 1948 Family Honeymoon (režie Claude Binyon)
- 1950 Three Came Home (režie Jean Negulesco)
- 1950 The Secret Fury (režie Mel Ferrer)
- 1951 Thunder on the Hill (režie Douglas Sirk)
- 1951 Let's Make It Legal (režie Richard Sale)
- 1955 Texas Lady (režie Tim Whelan)
- 1987 Dvě paní Grenvillové (v originále The Two Mrs. Grenvilles), (režie John Erman), (TV film)

## Ocenění

### Oscar
- 1935: Nejlepší herečka – Stalo se jedné noci (cena)[6]
- 1936: Nejlepší herečka – Private Worlds (nominace)[6]
- 1945: Nejlepší herečka – Když jsi odešel (nominace)[6]

### Zlatý glóbus
- 1988: Nejlepší herečka ve vedlejší roli v seriálu, nebo TV filmu – Dvě paní Grenvillové (cena)[6]

### Emmy
- 1987: Nejlepší vedlejší herečka v minisérii – Dvě paní Grenvillové (nominace)[7]

### Mezinárodní filmový festival v San Sebastiánu
- 1990: Cena Donostia za celoživotní přínos filmu[6]